# Бейдер Володимир Хаїмович
Володи́мир Хаї́мович Бе́йдер (* 1950, Кам'янець-Подільський) — ізраїльський журналіст.

## Біографія
Закінчив факультет журналістики Ленінградського університету. Працював у газетах і журналах у Ленінграді (Санкт-Петербурзі), очолював видавництво.
Автор сценаріїв 13 документальних фільмів, чотирьох книг. Лауреат Всеросійської премії «Найкраща дитяча книга року» (1989).
В Ізраїлі від 1995 року. Був заступником головного редактора газети «Вести», редактором тижневика «Magazine», журналу «Master-M».
На 9 каналі «Ізраїль Плюс» — із часу заснування. Ведучий програми «Персона», сценарист і редактор програми «7:40» («Сім сорОк»).
Одружений, має двоє дітей, троє внуків.